# JR西日本労働組合
JR西日本労働組合（ジェイアールにしにほんろうどうくみあい、略称：JR西労（ジェイアールにしろう））は、西日本旅客鉄道（JR西日本）の労働組合である。全日本鉄道労働組合総連合会（JR総連）に加盟している。なお、最大組合の西日本旅客鉄道労働組合（略称：JR西労組（ジェイアールにしろうそ））は、日本鉄道労働組合連合会（JR連合）の所属で全くの別組織である。

## 概要
JR西労組・国鉄労働組合西日本本部（国労西日本）に続く第三組合として249名を組織しており、会社側と労働協約を結んでいる。
本部所在地
〒554-0012 大阪市此花区西九条3丁目11-29号

## 歴史
- 1991年12月 - 西日本旅客鉄道労働組合（JR西労組）から分裂して発足。